# 王綸 (成化甲辰進士)
王綸（15世纪？年—1510年），字汝言，號節齋，浙江慈谿縣（在今浙江省宁波市境）人。明朝官员，成化甲辰進士，正德間官至湖廣巡撫。

## 生平
成化二十年（1484年）甲辰科二甲二十七名進士出身。授工部都水司主事，因母喪去職。守喪期滿，改禮部儀制司主事，歷升員外郎、郎中。弘治十三年（1500年）十月，陞廣東右參政，十八年八月升湖广右布政使。正德元年五月轉任廣西左布政使。
正德四年（1509年）正月，由廣西左布政陞都察院右副都御史、廵撫湖廣，兼贊理當地軍務。又遭父喪。時值郴州、永州一帶盜賊猖獗，朝廷特命其奪情留任督軍。三月後，賊平，方獲准去官奔喪。正德五年（1510年）卒於家，朝廷賜祭一壇。《明史》有傳。

## 著作
王綸精於醫術，遊走公卿之間，為人治病，多有成效。有《本草集要》、《明醫雜著》行於世。